# Just Like Jesse James
Just Like Jesse James è un singolo dell'attrice e cantante Cher, pubblicato nell'ottobre del 1989.

## Descrizione
Scritto da Desmond Child e Diane Warren, è il terzo singolo negli Stati Uniti e il secondo in Europa estratto dall'album Heart of Stone. Nei testi di questa ballata dai toni country rock, la protagonista fronteggia un uomo che si crede un bandito del Far West, un "ragazzo di provincia con un'attitudine da metropoli", sostenendo che finirà per fallire clamorosamente cedendole il suo cuore come il bandito Jesse James.
Gary Hill di AllMusic notò come il brano si discosti dalle altre tracce dell'album, e lo definì una "ballata che funziona".
Non è stato girato un video musicale per Just Like Jesse James, ma è stato realizzato un montaggio di alcuni precedenti video di Cher alternati a spezzoni di vecchi film western.
Raggiunge l'ottava posizione nella classifica Billboard Hot 100 nel gennaio del 1990 e la nona posizione nella classifica Adult Contemporary chart.
Pubblicato nel dicembre del 1989 nel Regno Unito, dopo 3 mesi raggiunge l'undicesima posizione della Official Singles Chart.
Cher ha dichiarato che durante i concerti non le ha mai importato molto della canzone, per via delle molti parti cantate, ma riconosce che molti dei suoi fan citano la canzone come una delle loro preferite. Per questo motivo, il brano è stato aggiunto al suo Farewell Tour.

## Esecuzioni dal vivo
Cher ha cantato il brano durante le seguenti tournée:
- Heart of Stone Tour (tranne in alcune date)
- Love Hurts Tour
- Do You Believe? Tour
- The Farewell Tour

## Classifica
| Classifica (1989)                                   | Posizione massima |
| --------------------------------------------------- | ----------------- |
| Stati UnitiBillboard Hot 100                        | 5                 |
| Stati Uniti Billboard Hot Adult Contemporary Tracks | 2                 |
| Australia                                           | 4                 |
| Canada                                              | 3                 |
| Belgio                                              | 1                 |
| Germania                                            | 3                 |
| Irlanda                                             | 1                 |
| Polonia                                             | 1                 |
| Svezia                                              | 4                 |
| Stati Uniti singoli                                 | 6                 |